# 梶田繁成
梶田繁成（かじたしげなり、生年不明-1687年9月27日〈貞享4年9月2日〉）は江戸時代初期の尾張藩士。

## 生涯
梶田直繁の子・梶田繁政の次男。武田信賢から数えて9代目である。兄には同じく尾張藩士の梶田政村がいる。妹には飯沼勘平室がいる。兄の死後、家督を継いだ。養子に勘平の子の梶田広成がいる。